# Pseudonaja aspidorhyncha
Espèce
Synonymes
- Diemenia aspidorhyncha McCoy, 1879
- Diemenia carinata Longman, 1915
- Pseudonaja gowi Wells, 2002

Pseudonaja aspidorhyncha est une espèce de serpents de la famille des Elapidae. 

## Répartition
Cette espèce est endémique d'Australie. Elle se rencontre dans le sud-ouest du Queensland, dans l'ouest de la Nouvelle-Galles du Sud et dans le nord de l'Australie-Méridionale.

## Publication originale
- McCoy, 1879 : The shield-fronted brown snake. Prodromus of the Zoology of Victoria, vol. 3, p. 13-14 (texte intégral).